# 科切維市鎮
科切維市鎮（發音：[kɔˈtʃeːu̯jɛ]），是斯洛維尼亞南部的一個市镇，行政中心为科切維。該市镇傳統上屬於下卡尼奧拉地區，現在是東南斯洛維尼亞統計區的一部分。就面積而言，它是斯洛維尼亞最大的市镇。

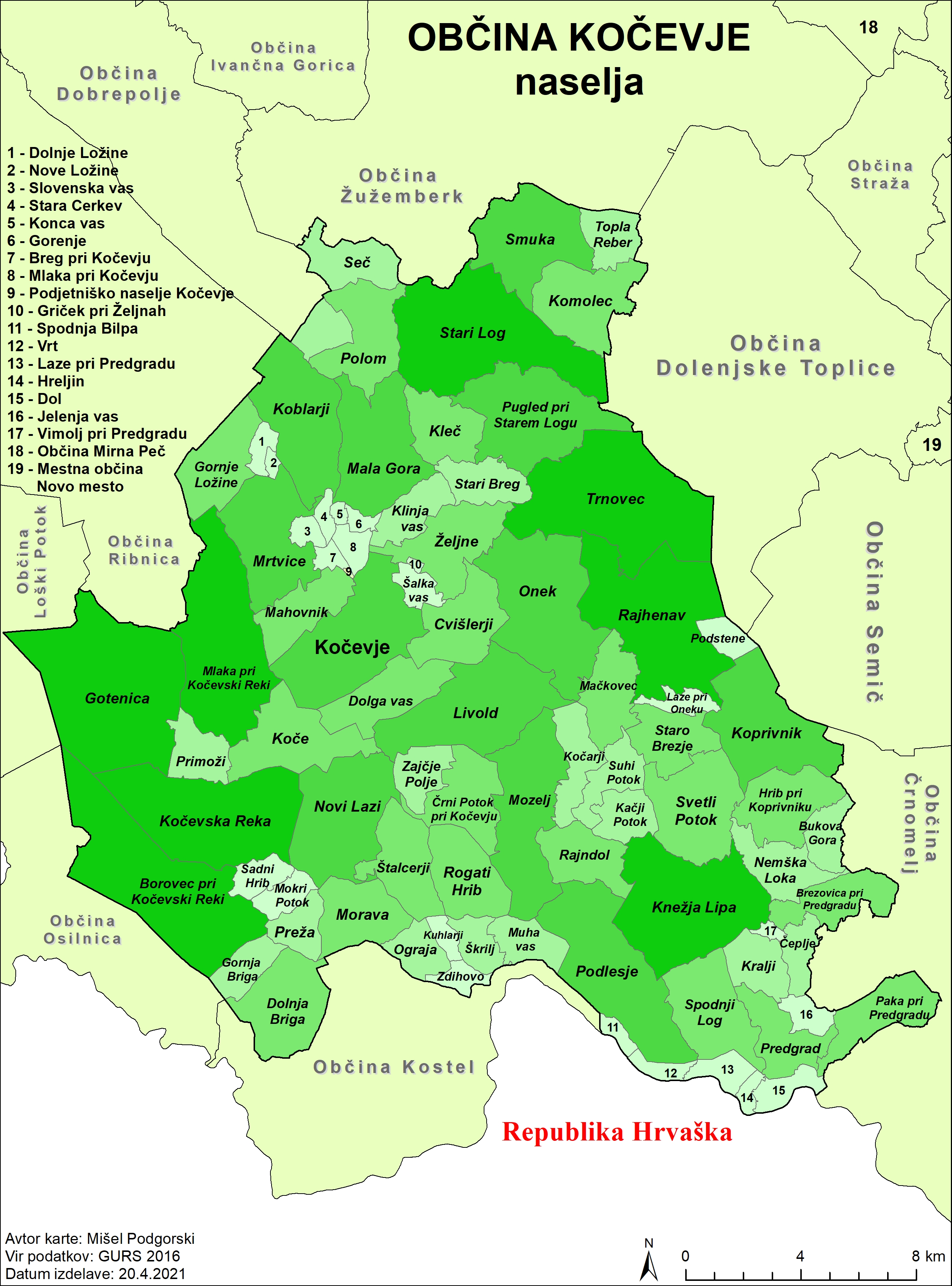
市镇內聚居地

## 外部連結
- 官方网站  （斯洛文尼亚文）